# Melanotus parallelus
Melanotus parallelus là một loài bọ cánh cứng trong họ Elateridae. Loài này được Blatchley miêu tả khoa học năm 1920.